# Pambolus ignarus
Pambolus ignarus är en stekelart som beskrevs av Papp 1996. Pambolus ignarus ingår i släktet Pambolus och familjen bracksteklar. Inga underarter finns listade i Catalogue of Life.